# جوديث كيبل
جوديث كيبل (بالإنجليزية: Judith Keppel)‏ هي مشاركة تلفزيون الواقع ‏ بريطانية، ولدت في 18 أغسطس 1942 في ولفرهامبتن في المملكة المتحدة.

## وصلات خارجية
- جوديث كيبل على موقع IMDb (الإنجليزية)
- جوديث كيبل على موقع قاعدة بيانات الفيلم (الإنجليزية)